# UFC 58
UFC 58 : USA vs. Canada est un évènement d'arts martiaux mixtes organisé par l'Ultimate Fighting Championship, s'étant tenu le 4 mars 2006 au Mandalay Bay Events Center de Las Vegas.